# Jala, Mexiko
Jala är en kommunhuvudort i Mexiko.   Den ligger i kommunen Jala och delstaten Nayarit, i den centrala delen av landet, 600 km väster om huvudstaden Mexico City. Jala ligger 1 070 meter över havet och antalet invånare är 9 179.
Terrängen runt Jala är huvudsakligen kuperad, men västerut är den bergig. Jala ligger nere i en dal. Runt Jala är det ganska glesbefolkat, med 39 invånare per kvadratkilometer. Närmaste större samhälle är Ixtlán del Río, 10,0 km sydost om Jala. I omgivningarna runt Jala växer huvudsakligen savannskog.